# Morti nel 307
| Questa pagina contiene informazioni ricavate automaticamente dalle voci biografiche con l'ausilio del template Bio e di un bot. L'aggiornamento è periodico e automatico e ricostruisce completamente la pagina. Se manca una persona in questa lista, sei pregato di non aggiungerla, ma accertati piuttosto che la sua voce biografica contenga il template Bio e che i dati anagrafici siano correttamente compilati. Se il template Bio manca, inseriscilo tu stesso o, in alternativa, metti l'avviso {{tmp\|Bio}} che ne segnala la mancanza. Se i dati riportati sono sbagliati, correggi direttamente la voce biografica; le modifiche saranno visibili in questa lista entro pochi giorni. Per chiarimenti vedi il progetto biografie. La lista contiene solo le 7 persone che sono citate nell'enciclopedia e per le quali è stato implementato correttamente il template Bio. Pagina aggiornata al 10 feb 2025. |

- 23 febbraio - Sereno di Sirmio, santo greco
- 2 aprile - Teodosia di Cesarea, santa romana (n. 289)
- 14 maggio - Bonifacio di Tarso, santo romano
- 5 settembre - Settimio di Jesi, vescovo romano
- 29 ottobre - Narciso di Girona, vescovo spagnolo
- Grata di Bergamo, italiana
- Flavio Severo, imperatore e militare romano